# Célia Porto
Célia Porto (Brasília, 28 de março de 1967) é um cantora de música popular brasileira.

## Biografia

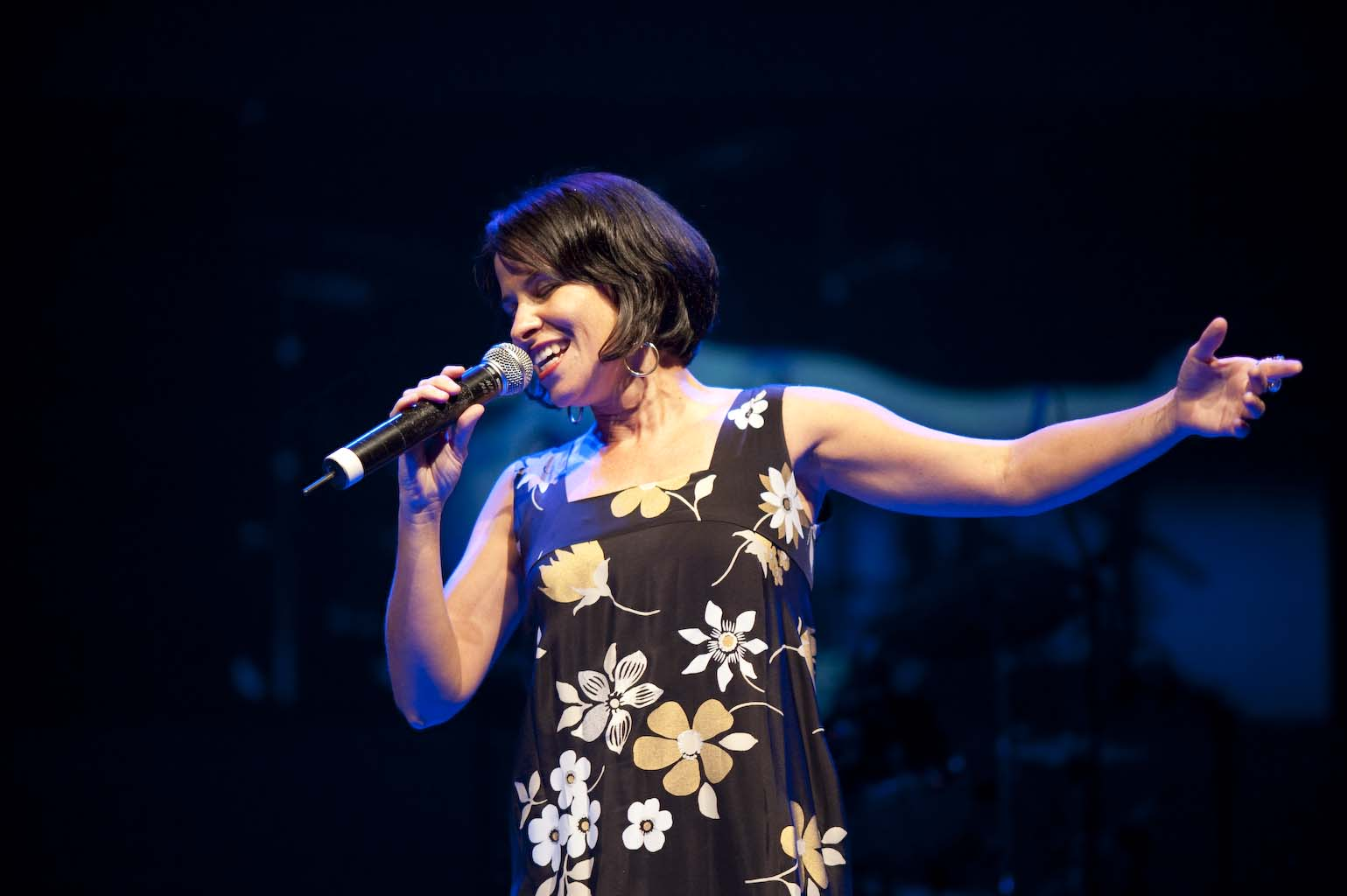
II Conferência Nacional de Cultura (2010)

Célia é formada no curso de Letras pelo Centro Universitário de Brasília (UNICEUB). Durante a graduação viveu o boom na cena musical brasiliense na década de 1980, com bandas como Legião Urbana, Raimundos, Capital Inicial e Aborto Elétrico, começando a cantar ainda durante a faculdade.
Célia iniciou sua carreira profissional no ano de 1990, ao dividir o palco com o músico Moraes Moreira em um show no Estádio Elmo Serejo Farias.
Em 1994, lançou seu primeiro CD "Célia Porto" de maneira independente interpretando músicas de Caetano Veloso, Tom Jobim e Renato Russo. Com o álbum, foi indicada ao Prêmio Sharp na categoria "cantora revelação pop-rock".
No ano de 1997, novamente de maneira independente, Célia lançou um álbum tributo em homenagem a banda brasiliense Legião Urbana, chamado "Célia Porto Canta Legião Urbana". O disco é composto por catorze músicas da banda.
No ano de 1999, participou do projeto "Onde É Que Está o Meu Rock'n'Roll" em homenagem ao Arnaldo Baptista, onde cantou "Garupa". 
Em 2000, lançou o álbum "Palhaço bonito" pela Ponte Studio.
No ano de 2002, participou de um showmício para Luiz Inácio Lula da Silva, onde cantou o Hino Nacional Brasileiro para mais de setenta mil pessoas. Em 2006, cantou na desta de posse do presidente Lula em 2006.
Em 2010, relançou uma versão remasterizada do álbum tributo para Legião Urbana. Atualmente, Célia Porto segue cantando músicas de rock e pop, principalmente da Legião Urbana.

## Discografia
- ”Palhaço bonito” - (2000)
- ”Célia Porto canta Legião Urbana” - (1997)
- ”Célia Porto” - (1994)

## Ligação externas
- Site oficial
- Célia Porto no Facebook
- Célia Porto no Twitter
- Célia Porto no Instagram